# Endlich (Y-Titty-Lied)
#endlich ist eine Single und das letzte Video des deutschen Comedytrios Y-Titty. Es erschien am 11. Dezember 2015. Parallel dazu veröffentlichten die Mitglieder auf ihrem Zweitkanal diejungs ein ernsthaftes Gegenstück, dass die Auflösung näher erläutert und auf die zukünftigen Tätigkeiten der einzelnen Mitglieder Phil Laude, Mathias Roll und Oğuz Yılmaz eingeht.

## Produktion
Die Musik von #endlich wurde, wie bei den Vorgängersongs Ständertime, Der letzte Sommer, Fest der Liebe und Halt dein Maul von Emanuel Uch (TheEmU) komponiert und produziert. Für die Regie zeichneten Pejwak "Pesh" Ghasryani und Phil Laude verantwortlich. Zudem war Pesh für den Schnitt des Videos zuständig. Als Kameramann fungierte Fabian Podeszwa.

## Inhalt
Lied
Der Song versteht sich als humoristischer Abgesang des Comedytrios, dass sich mit diesem Video nach fast einjähriger Kanalpause letztmalig zurückmeldete! Im Text werden dabei bekannte Redewendungen bzw. Anspielungen populärer Videos des Trios aufgegriffen.
Musikvideo
Das Musikvideo zu #endlich wurde auf dem Hauptkanal von Y-Titty beim Videoportal YouTube hochgeladen.
Es beginnt als Ballade und zeigt Phil Laude (Phil) am Klavier, während Matthias Roll (TC) im Lager bereits verstaubte Requisiten zur Erinnerung auspackt und Oğuz Yılmaz (OG) alte Videos in einem kinoähnlichen Vorführraum ansieht. Im weiteren Verlauf bricht das Video dann aus dieser bewusst sentimental-überdramatisierten Inszenierung aus und leitet zu einer musicalähnlichen Szene über die schließlich in einer Pressekonferenz mit humoristisch zu verstehenden Begründungen zur Auflösung mündet. Diese Konferenz artet schließlich immer weiter aus und führt schließlich zu einem Showkampf. Am Ende des Videos sind die Mitglieder mit teils bekannten Figuren aus vergangenen Sketchen entlangtanzend auf einer Straße zu sehen.
Im Video sind Michael Schulte, Sebastian Hämer, Luca Hänni und der YouTuber JokaH Tululu als Gaststars zu sehen.
Das Video konnte über 5 Mio. Aufrufe erreichen. (Stand: 1. Juni 2024)